# Nowa Rzeka (województwo kujawsko-pomorskie)
Nowa Rzeka – przysiółek w Polsce, w województwie kujawsko-pomorskim, w powiecie świeckim, w gminie Osie.
Do 31 grudnia 2024 miejscowość była częścią wsi Radańska.